# Tom Stoddart
Tom Stoddart (28. listopadu 1953 – 17. listopadu 2021) byl britský reportážní fotograf. Nejznámější byl díky své fotografické dokumentaci pádu Berlínské zdi.

## Životopis
Stoddart se narodil v Morpeth, Northumberland v roce 1953.
Zemřel v listopadu 2021 na rakovinu ve věku 68 let.

## Publikace s příspěvky Stoddarta
- Great Britons of Photography Vol.1: The Dench Dozen. Eastbourne, UK: Hungry Eye, 2016. ISBN 978-0-9926405-2-1. Editor: Peter Dench. S fotografiemi a přepisem rozhovorů editora s různými fotografy.160 stran. Vydáno 500 kopií.
- Sarajevo. Washington: Smithsonian, 1998. ISBN 9781560987963. Esej: Predrag Matvejevic.
- Extraordinary Women: Images of Courage, Endurance & Defiance . Woodbridge, Suffolk: ACC Art, 2020. ISBN 978-1788840989. Předmluva: Angelina Jolie.

## Ocenění
- 2008: Taylor Wessing Photographic Portrait Prize, za "Murdoch Reflects"[6]